# ОШ „Димитрије Тодоровић Каплар” Књажевац
ОШ „Димитрије Тодоровић Каплар” у Књажевцу је једна од установа основног образовања на територији општине Књажевац, која наставља традицију школовања школе основане 1835. године.

## Историјат школе
Првооснована школа била је приватна, да би 1835. године била претворена у државну, са учитељем Матејом Николићем из Вршца. Тадашњу школу су похађала само мушка деца, све до 1851. године, када је у Гургусовцу основана прва приватна женска школа.
Изградња садашње зграде школе започета је још 1910. године, за потребе рада основне школе, али је по завршетку градње, 1923. године, уступљена тадашњој Гимназији. Како се број деце која су похађала основну школу стално повећавао, године 1952. две постојеће градске основне школе бивају пресељене у ову зграду. Већ 1955. године ове две школе обједињују се у једну установу за стицање основног образовања, која је добила име по Димитрију Тодоровићу Каплару, учеснику НОБ-а и народном хероју, родом из Књажевца.

## Школа данас
Данас, поред матичне школе, постоји и пет издвојених одељења са ученицима млађих разреда (Бучје, Валевац, Штипина, Зоруновац, Балановац), као и школа у Вини са ученицима млађих и старијих разреда.
Школу похађа око 1.000 ученика и ради близу 80 наставника. Поред шест издвојених одељења, при школи постоји одељење ученика са посебним потребама.
У оквиру школе постоји и ради Ђачка задруга. Осим што се бави продајом школског прибора, при издвојеном одељењу школе у Штипини постоји и производња повртарских култура у пластеницима. Средства остварена продајом поврћа, користе се за опремање и уређење школе. Током године ученици школе активни су у многобројним секцијама: драмска, новинарска, литерарна, биолошка, ликовна, луткарска, хор и оркестар.